# Amata fantasia
Amata fantasia är en fjärilsart som beskrevs av Butler 1876. Amata fantasia ingår i släktet Amata och familjen björnspinnare. Inga underarter finns listade i Catalogue of Life.